# Heteroligus sebastiani
Heteroligus sebastiani är en skalbaggsart som beskrevs av S. Endrödi 1973. Heteroligus sebastiani ingår i släktet Heteroligus och familjen Dynastidae. Inga underarter finns listade i Catalogue of Life.